# An Evening with Billie Holiday
An Evening with Billie Holiday  från 1953 är ett musikalbum med Billie Holiday.

## Låtlista
1. Stormy Weather (Harold Arlen/Ted Koehler) – 3:41
2. Lover Come Back to Me (Sigmund Romberg/Oscar Hammerstein)  – 3:36
3. My Man (Jacques Charles/Channing Pollack/Albert Willemetz/Maurice Yvain) – 2:37
4. He's Funny That Way (Richard A. Whiting/Neil Moret) – 3:11
5. Yesterdays (Jerome Kern/Otto Harbach – 2:49
6. Tenderly (Walter Gross/Jack Lawrence) – 3:23
7. I Can't Face the Music (Rube Bloom/Ted Koehler) – 3:14
8. Remember (Irving Berlin) - 2:34

## Medverkande

### Spår 7, 8 (Los Angeles 1 april 1952)
- Billie Holiday – sång
- Charlie Shavers – trumpet
- Flip Phillips – tenorsax
- Oscar Peterson – piano
- Barney Kessel – gitarr
- Ray Brown – bas
- Alvin Stoller – trummor

### Spår 1–6 (New York 27 juli 1952)
- Billie Holiday – sång
- Joe Newman – trumpet
- Paul Quinichette – tenorsax
- Oscar Peterson – piano, orgel (spår 5)
- Freddie Green – gitarr
- Ray Brown -bas
- Gus Johnson – trummor